# فلوريد الفاناديوم الرباعي
 فلوريد الفاناديوم الرباعي (VF4) عبارة عن مركب كيميائي من الفاناديوم و الفلور.

## التحضير
يمكن تحضير فلوريد الفاناديوم الرباعي من تفاعل كلوريد الفاناديوم الرباعي VCl4 مع حمض الهيدروفلوريك HF في ثلاثي كلورو فلورو الميثان CCl3F عند درجة حرارة 25 ° م .

## الخواص
يتفكك فلوريد الفاناديوم الرباعي عند درجة حرارة تقريباً 150 ° م ليشكل فلوريد الفاناديوم الثلاثي VF3 .
للمركب خاصية البارامغناطيسية .